# Antigona (Accio)
(Frammento dell'Antigona: parla Ismene)
Antigone (in latino Antigones) è una cothurnata dello scrittore romano Lucio Accio di cui restano solo frammenti.